# 고든 잭슨
고든 잭슨(Gordon Cameron Jackson, 1923년 12월 19일 ~ 1990년 1월 15일)은 영국의 배우, 연극 배우, 영화배우, 텔레비전 배우이다. 글래스고에서 태어났으며 런던에서 사망하였다.

## 영화
- 의적 실버브레이드 (1989년)
- 노블 하우스 (1988년)
- 샤카 주루 (1987년)
- 건파우더 (1986년)
- 암호 속의 미로 (1986년)
- 슈팅 파티 (1985년)
- 메두사 (1978년)
- 골든 랑데부 (1977년)
- 핵잠수함 스타피쉬 (1972년)
- 스크루지 (1970년)
- 미스 진 브로디의 전성기 (1969년)
- 햄릿(영어판) (1969년)
- 백마와 소년 (1969년)
- 바르샤바의 밤 (1967년)
- 팔레스타의 영웅 (1966년)
- 럭키 레이디 (1965년)
- 국제 첩보국 (1965년) - 카스웰 역
- 전함 바이킹 (1964년)
- 대탈주 (1963년)
- 바운티호의 반란 (1962년) - 에드워드 버켓 역
- 수도사 바비 (1961년)
- 턴스 오브 글로리 (1960년)
- 블라인드 데이트 (1959년)
- 남자 없는 여자들 (1956년)
- 쿼터매스 익스페리먼트 (1955년)
- 위스키 거로어 (1949년)
- 사로잡힌 마음 (1946년)
- 나인 맨 (1943년)
- 실리아의 노래 (1943년)